# Ilene Graff
Ilene Graff (Nova Iorque, 28 de fevereiro de 1949) é uma atriz e cantora norte-americana.

## Filmografia
- Loving Annabelle (Loving Annabelle) (2006)